# OGLE-TR-132b
OGLE-TR-132bは恒星OGLE-TR-132の周囲を公転する太陽系外惑星である。
2003年、Optical Gravitational Lensing Experimentは、惑星程度の大きさの天体が前面を通過していることを意味する光度曲線の周期的な変化を検出した。低質量の赤色矮星や褐色矮星も惑星の運動を模倣することがあるため、視線速度を計測し、天体の質量を精確に計算することが必要であった。2004年にこの天体は新しい太陽系外惑星であることが明らかとなった。
この惑星の質量は木星質量の1.14倍である。惑星の軌道傾斜角が分かっているため、この値は正確である。ペガスス座51番星bやHD 209458 bと比べても、主星の周囲の非常に近い軌道を1日と16.6時間の周期で公転している。興味深いことに、主星からの加熱効果を受けているにもかかわらず、惑星の半径は木星より18%しか大きくない。このような種類の惑星はしばしば、「スーパーホットジュピター」と呼ばれる。